# Hendrik van Suylekom
Hendrik Christiaan van Suylekom (Róterdam, 17 de marzo de 1904-Rijswijk, 11 de diciembre de 1982) fue un deportista neerlandés que compitió en remo. Ganó tres medallas de bronce en el Campeonato Europeo de Remo entre los años 1925 y 1927.

## Palmarés internacional
| Campeonato Europeo | Campeonato Europeo     | Campeonato Europeo | Campeonato Europeo |
| Año                | Lugar                  | Medalla            | Prueba             |
| ------------------ | ---------------------- | ------------------ | ------------------ |
| 1925               | Praga (Checoslovaquia) | Medalla de bronce  | Dos con timonel    |
| 1926               | Lucerna (Suiza)        | Medalla de bronce  | Dos sin timonel    |
| 1927               | Como (Italia)          | Medalla de bronce  | Dos sin timonel    |